# Magdalena Wróbel (koszykarka)
Magdalena Wróbel, po mężu Sibiga (ur. 16 marca 1976) – polska koszykarka występująca na pozycjach sinej skrzydłowej lub środkowej, po zakończeniu kariery zawodniczej trenerka koszykarska młodzieży.

## Osiągnięcia

### Drużynowe
- Mistrzyni Polski (1998, 2000)[1]

### Reprezentacja
- Mistrzyni Europy w maxibaskecie, w kategorii +45 (2022)[2]